# Большие Нивы
Больши́е Ни́вы — опустевшая деревня в Селижаровском муниципальном округе Тверской области России.

## География
Находится в западной части Тверской области на расстоянии приблизительно 15 км на север по прямой от административного центра округа поселка Селижарово.

## История
Деревня была показана ещё на карте 1825 года. В 1859 году здесь (деревня Осташковского уезда Тверской губернии) было учтено 6 дворов, в 1939 — 25. До 2017 года входила в состав Березугского сельского поселения, с 2017 по 2020 год в составе Селижаровского сельского поселения Селижаровского района до их упразднения.

## Население
Численность населения: 48 человек (1859 год), 0 как в 2002 году, так и в 2010.